# Ilmārs Bricis
Ilmārs Bricis (født 9. juli 1970 i Riga i Lettiske SSR) er en lettisk skiskytte, der har konkurreret siden 1990.
Bricis har deltaget i seks olympiske lege siden 1992 (1992, 1994, 1998, 2002, 2006 og 2010). Den bedste placering var en fjerdeplads i jagtstart i 2006.
Han har været mere heldig i mesterskabssammenhænge, hvor han har opnået to bronzemedaljer. Den første var ved VM i skiskydning 2001 i Pokljuka i 20 kilometersløbet, og den anden i sprint ved VM i skiskydning 2005 i Hochfilzen.
Ved Vinter-OL 2010 i Vancouver var Bricis og kælkeren Anna Orlova begge med til deres sjette olympiske lege. De er begge de første letter til at deltage seks gange ved OL, efter deres landsmand Afanasijs Kuzmins, som har deltaget otte gange. Bricis er den tredje skiskytte, der har deltaget seks gange ved OL, efter østrigeren Alfred Eder og britten Michael Dixon.